# The Swinging Mr. Rogers
| Recensione | Giudizio |
| ---------- | -------- |
| AllMusic   |          |

The Swinging Mr. Rogers è un album a nome "Shorty Rogers and His Giants", pubblicato dalla casa discografica Atlantic Records nel luglio del 1955 .

## Tracce

### LP
Lato A
1. Isn't It Romantic – 5:42 (testo: Lorenz Hart – musica: Richard Rodgers) – Registrato il 1º marzo 1955 a Los Angeles, California
2. Trickleydidlier – 4:38 (musica: Shorty Rogers) – Registrato il 3 marzo 1955 a Los Angeles, California
3. Oh Play That Thing – 6:29 (musica: Shorty Rogers) – Registrato il 1º marzo 1955 a Los Angeles, California
4. Not Really the Blues – 4:56 (musica: Johnny Mandel) – Registrato il 1º marzo 1955 a Los Angeles, California

Lato B
1. Martians Go Home – 7:52 (musica: Shorty Rogers) – Registrato il 1º marzo 1955 a Los Angeles, California
2. My Heart Stood Still – 6:08 (testo: Lorenz Hart – musica: Richard Rodgers) – Registrato il 1º marzo 1955 a Los Angeles, California
3. Michele's Meditation – 3:54 (musica: Shorty Rogers) – Registrato il 3 marzo 1955 a Los Angeles, California
4. That's What I'm Talking 'Bout – 5:31 (musica: Shorty Rogers) – Registrato il 3 marzo 1955 a Los Angeles, California

- Durata brani ricavato dall'album pubblicato nel 1982 dalla Atlantic Records (90042-1)

### CD
Edizione CD del 2011, pubblicato dalla "Poll Winners Records" (PWR 27270)
1. Isn't It Romantic – 5:43 (testo: Lorenz Hart – musica: Richard Rodgers)
2. Trickleydidlier – 4:41 (musica: Shorty Rogers)
3. Oh! Play That Thing – 6:31 (musica: Shorty Rogers)
4. Not Really the Blues – 4:58 (musica: Johnny Mandel)
5. Martians Go Home – 7:56 (musica: Shorty Rogers)
6. My Heart Stood Still – 6:12 (testo: Lorenz Hart – musica: Richard Rodgers)
7. Michele's Meditation – 3:55 (musica: Shorty Rogers)
8. That's What I'm Talking 'Bout – 5:33 (musica: Shorty Rogers)
9. Loaded – 6:44 (musica: Bernie Miller) – Traccia bonus - Registrato il 1º marzo 1955 a Los Angeles, California
10. Bill – 3:06 (musica: Shorty Rogers) – Traccia bonus - Registrato il 1º marzo 1955 a Los Angeles, California
11. 12th Street Rag – 4:51 (testo: Andy Razaf – musica: Euday L. Bowman) – Traccia bonus - Registrato il 1º marzo 1955 a Los Angeles, California
12. The Lady in Red – 6:13 (testo: Mort Dixon – musica: Allie Wrubel) – Traccia bonus - Registrato il 1º marzo 1955 a Los Angeles, California
13. Solarization – 4:27 (musica: Shorty Rogers) – Traccia bonus - Registrato il 3 marzo 1955 a Los Angeles, California

## Formazione
"Shorty Rogers and His Giants"
- Shorty Rogers – tromba
- Jimmy Giuffre – clarinetto, sassofono tenore, sassofono baritono
- Pete Jolly – pianoforte
- Curtis Counce – contrabbasso
- Shelly Manne – batteria

Note aggiuntive
- Nesuhi Ertegun – produttore, supervisione, note retrocopertina album originale
- Registrazioni effettuate a Hollywood nel marzo del 1955
- John Palladino – ingegnere delle registrazioni
- William Claxton –  foto copertina album originale [3]